# Glenea laosensis
Glenea laosensis là một loài bọ cánh cứng trong họ Cerambycidae.